# Тринаеста изложба УЛУС-а (1952)
Тринаеста изложба УЛУС-а (1952) је трајала током маја и јуна 1952. године. Одржана је у галеријском простору Удружења ликовних уметника Србије односно у Уметничком павиљону "Цвијета Зузорић", у Београду.

## Каталог
Нацрт за корице је израдио Едуард Степанчић.

## Оцењивачки одбор
Чланови oцењивачког одбора:

### Сликарска секција
1. Стојан Аралица
2. Александар Кумрић
3. Михаило С. Петров
4. Иван Радовић
5. Боривоје Стевановић
6. Никола Граовац

### Вајарска секција
1. Лојзе Долинар
2. Петар Палавичини
3. Радета Станковић

## Излагачи

### Сликарство
1. Анте Абрамовић
2. Милета Андрејевић
3. Стојан Аралица
4. Д. С. Аранђеловић
5. Селимир Бербуловић
6. Михаил Беренђија
7. Никола Бешевић
8. Јован Бијелић
9. Славољуб Богојевић
10. Слободан Богојевић
11. Милан Божовић
12. Војтех Братуша
13. Павле Васић
14. Милена Велимировић
15. Лазар Возаревић
16. Бета Вукановић
17. Живан Вулић
18. Слободан Гавриловић
19. Оливера Галовић
20. Ратомир Глигоријевић
21. Драгомир Глишић
22. Милош Голубовић
23. Никола Граовац
24. Александар Грбић
25. Дана Докић
26. Маша Живкова
27. Матија Зламалик
28. Јован Зоњић
29. Ксенија Илијевић
30. Јозо Јанда
31. Љубомир Јанковић
32. Небојша Јелача
33. Александар Јеремић
34. Богољуб Јовановић
35. Гордана Јовановић
36. Милош Јовановић
37. Сергије Јовановић
38. Вера Јосифовић
39. Оливера Кангрга
40. Радивоје Кнежевић
41. Јарослав Кратина
42. Лаза Крижанић-Марић
43. Јован Кукић
44. Светолик Лукић
45. Александар Луковић
46. Душан Миловановић
47. Милан Минић
48. Вукосава Михаиловић
49. Петар Михаиловић
50. Предраг Михаиловић
51. Петар Младеновић
52. Фрањо Мраз
53. Живорад Настасијевић
54. Влада Новосел
55. Јошка Онич
56. Лепосава Ст. Павловић
57. Споменка Павловић
58. Михаило С. Петров
59. Јелисавета Петровић
60. Живојин Пиперски
61. Васа Поморишац
62. Мирко Почуча
63. Божа Продановић
64. Михаило Протић
65. Божидар Раднић
66. Иван Радовић
67. Ђура Радоњић
68. Милан Радоњић
69. Младен Србиновић
70. Бранко Станковић
71. Боривоје Стевановић
72. Едуард Степанчић
73. Владимир Стојановић
74. Живко Стојсављевић
75. Светислав Страла
76. Ђурђе Теодоровић
77. Вера Ћирић
78. Милорад Ћирић
79. Јелена Ћирковић
80. Јадвига Четић
81. Милан Четић
82. Мирјана Шипош

### Вајартсво
1. Градимир Алексић
2. Милан Бесарабић
3. Марко Брежанин
4. Борис Вериго
5. Војислав Вујисић
6. Нандор Глид
7. Милован Крстић
8. Франо Менегело-Динчић
9. Периша Милић
10. Небојша Митрић
11. Божидар Обрадовић
12. Славка Петровић-Средовић
13. Милица Рибникар
14. Ратомир Стојадиновић
15. Петар Убовић

### Цртежи – графика
1. Петар Бибић
2. Фрањо Мраз
3. Драгољуб Перић
4. Божа Продановић
5. Јованка Рашић
6. Михаило Станишић
7. Бранко Шотра

### Примењена уметност
1. Мира Глишић
2. Илка Макуц
3. Миомир Радуловић
4. Сава Рајковић